# Eternal Nightmare
Eternal Nightmare es el quinto álbum de estudio de la banda de deathcore Chelsea Grin. Fue lanzado el 13 de julio de 2018. Es el primer álbum de la banda sin el vocalista Alex Koehler y el guitarrista Jacob Harmond. La salida de los dos también hace que este lanzamiento sea el primero en no incluir ningún miembro fundador. También es el primer álbum que Chelsea Grin ha grabado como cuarteto, con el exvocalista de Lorna Shore Tom Barber uniéndose a la banda en las voces. El 27 de abril de 2018, Koehler confirmó esto, así como su nuevo proyecto en solitario, Grudges, y la banda lanzó el primer sencillo del álbum, llamado «Dead Rose».

## Lista de canciones
| Original CD |                     |          |  |
| N.º         | Título              | Duración |  |
| 1.          | «Dead Rose»         | 3:32     |  |
| 2.          | «The Wolf»          | 2:16     |  |
| 3.          | «Across the Earth»  | 3:53     |  |
| 4.          | «See You Soon»      | 3:30     |  |
| 5.          | «9:30am»            | 2:36     |  |
| 6.          | «Limbs»             | 3:48     |  |
| 7.          | «Scent of Evil»     | 3:54     |  |
| 8.          | «Hostage»           | 3:16     |  |
| 9.          | «Nobody Listened»   | 3:25     |  |
| 10.         | «Outliers»          | 3:37     |  |
| 11.         | «Eternal Nightmare» | 3:04     |  |

## Personal
Chelsea Grin
- Tom Barber - Voz gutural
- Stephen Rutishauser - Guitarra líder
- David Flinn - Bajo
- Pablo Viveros  - Batería, coros

Producción
- Drew Fulk – producción, composición, mixeo, masterización
- Jeff Dunne – Ingeniería, edición, mixeo, masterización
- Joshua Travis – Producción e ingeniería adicional